# Tupac Amaru – Strahlende Schlange
Túpac Amaru, deutsch Tupac Amaru – Strahlende Schlange, ist ein peruanischer, überwiegend auf Spanisch und zum kleineren Teil auf Cusco-Quechua gedrehter Spielfilm von Federico García Hurtado aus dem Jahre 1984, der – ausgehend von dem Prozess der spanischen Kolonialherren gegen ihn – das Leben und den Tod des indigenen peruanischen Unabhängigkeitskämpfers José Gabriel Condorcanqui behandelt.

## Produktion
Das Drehbuch für Túpac Amaru wurde von Federico García Hurtado (1937–2020) geschrieben, der auch die Regie führte. Pilar Roca Palacio leitete die Produktion des Films, der ein Gemeinschaftswerk der von Federico García gegründeten Cinematográfica Kuntur S.A. und des zu dieser Zeit von Alfredo Guevara und Julio García Espinosa geleiteten kubanischen ICAIC (Instituto Cubano del Arte e Industria Cinematográfico) war. Dies ermöglichte ein im Vergleich zu Federico Garcías vorherigen Filmen höheres Budget und damit die Erfüllung höherer technischer Ansprüche sowie das Engagement professioneller Schauspieler. Daneben spielten jedoch auch wieder Laienschauspieler, und zwar Bewohner – meist Quechua – der historischen Handlungsorte in traditioneller Kleidung an eben diesen Orten, wobei in diesem Rahmen einige Szenen auch auf Cusco-Quechua aufgenommen wurden. Beim Drehbuch wurde auf historische Authentizität Wert gelegt. Hier bezog Federico García seine Informationen aus Recherchen der Produzentin Pilar Roca, die wiederum den Text zur Durchsicht der Expertenkommission CONBRETA (Comisión Nacional del Bicentenario de la Rebelión Emancipadora de Túpac Amaru) unter der Leitung von Luis Valcárcel vorlegte. Gedreht wurde der Film 1983 und uraufgeführt 1984.

## Handlung
Der Film erzählt die Geschichte José Gabriel Condorcanquis (gespielt von Reynaldo Arenas) und seines Kampfes gegen die spanische Kolonialherrschaft bis zu seinem gewaltsamen Tod. Die Rahmenhandlung beginnt mit dem Prozess der Spanier gegen die besiegten Aufständischen und endet mit deren Hinrichtung. Die historischen Ereignisse werden in Form von Rückblenden im Rahmen der Gerichtsverhandlung erzählt, ausgehend von den Zeugenaussagen. Die sozialen Hintergründe wie beispielsweise die Zwangsarbeit in den Bergwerken und öffentlichen Arbeiten (Mita) sowie die Ausbeutung durch die Corregidores werden dargestellt. José Gabriel und seine Gefährten nehmen den bei den ausgebeuteten Indigenen verhassten Corregidor Antonio de Arriaga (Daniel Mena) gefangen, verurteilen ihn zum Tode und henken ihn. Der nachfolgende Aufstand wird innerhalb eines Jahres niedergeschlagen. Am Ende des Films werden sein Sohn Hipólito (Osvaldo Sivirichi), seine Frau Micaela Bastidas (Zuly Azurín) und Tomasa Tito Condemayta (Cecilia Granadino), die ebenfalls wichtige Rollen im Freiheitskampf gespielt hatten, weitere Verurteile sowie schließlich José Gabriel Condorcanqui selbst auf grausame Weise hingerichtet. Die Hinrichtungen finden auf der Plaza de Armas in Cusco statt, bei den Indigenen bekannt als Waqaypata („Platz der Tränen“). Zum Abschluss sind Worte aus dem Gedicht Canto Coral a Túpac Amaru des peruanischen Dichters Alejandro Romualdo zu hören, in denen ein Sieg der Indigenen vorhergesagt wird, und Bilder von der Waqaypata in Cusco zu sehen, wo 1975 die Bauernorganisation Federación Agraria Revolucionaria Tupac Amaru del Cusco (FARTAC) gegründet wird.

## Kritiken
Federico García Hurtados Film Tupac Amaru war sowohl in Lima als auch in Cusco gut besucht und füllte die Kinos.
Die Autoren der Website Historical Films about the Indigenous Peoples sehen den Film Tupac Amaru trotz seines tragischen Endes als ermutigend an, was durch Alejandro Romualdos Gedicht und die Bilder von der Gründung der FARTAC 1975 auf der Waqaypata in Cusco zum Ausdruck komme. Hier seien die Indigenen, die mit ihren Kämpfen und der nachfolgenden Landreform ab 1969 ihr Land wiedererlangt hatten, am Ende siegreich. Unter diesem Aspekt sehen sie in dem Film Tupac Amaru eine Prequel zu Federico García Hurtados Erstlingswerk Kuntur Wachana, wo die Indigenen eben diesen Sieg erringen.
Marc Ferro kritisiert als sachlichen Fehler des Films, dass hier der Verrat eines an der Seite Condorcanquis kämpfenden Spaniers zur Niederlage des Aufstands führt. Die tatsächlichen Ursachen lägen woanders, insbesondere in der Uneinigkeit der Indigenen, die sich damals nicht einiger gewesen seien als heute. Diese unrichtige Darstellung sieht er in einem schlechten Gewissen der peruanischen Intellektuellen und Künstler als Kreolen oder kreolisierte Mestizen begründet.
Ignacio Márquez hebt die „großartige Leistung“ des Regisseurs Federico García und des Hauptdarstellers Reynaldo Arenas hervor, was laut Produzentin Pilar Roca in der Öffentlichkeit dazu führte, dass vom „Film von Reynaldo“ die Rede war. Gleiches gelte für Osvaldo Sivirichi in der Rolle des Sohns Hipólito und Rubén Ascue als Diego Cristóbal sowie für die Off-Stimme von Juan Bravo. Andererseits kritisiert Ignacio Márquez die im Film in den Hintergrund gedrängte Rolle der Frauen; so sei Zuly Azurín als Micaela Bastidas nur in ganzen sechs Minuten des Films zu sehen, obwohl Micaela Bastidas historisch – ähnlich wie die von Cecilia Granadino gespielte Tomasa Tito Condemayta und zahlreiche andere Frauen – eine herausragende Rolle in den Kämpfen gespielt habe.